# Brasso Seco Village
Brasso Seco Village es una villa de Trinidad y Tobago, que forma parte de la región de Tunapuna-Piarco.

## Geografía
La villa abarca parte de la isla Trinidad y limita al norte y oeste con Blanchisseuse, al sur con Lopinot Village, La Laja, Heights of Guanapo y Valencia (esta última localidad perteneciente a la región de Sangre Grande) y al este con Valencia.

## Demografía
Datos demográficos de la villa de Brasso Seco Village:
| Gráfica de evolución demográfica de Brasso Seco Village entre 2000 y 2011 |
|                                                                           |